# ノアノア
『ノアノア』（Noa Noa）は、19世紀の画家ポール・ゴーギャン（1848年 - 1903年）の自伝的随想、およびその書籍名である。1893年 - 1894年に執筆され、1901年に出版された。

## 概要
タイトルの「ノアノア」とは、タヒチ語で「かぐわしい香り」を意味する形容詞「noanoa」という語である。
タヒチでの妻テウラ（Téhura、初期のゴーギャンのモデル）との愛の日々や、現地の漁業、宗教的儀式、神と自然とダイレクトに触れ合う体験を、ゴーギャンは、絵画として描くと同時に、随想に書き起こしたのが本書である。
ゴーギャンは、1891年4月、42歳のとき、フランス領タヒチに移住、1893年に一度フランス本土のパリに戻るが、1895年にはふたたびタヒチに移住、1901年にマルキーズ諸島に移住、1903年に同地で55歳で死去した。本書は、最初のタヒチ滞在での日々をパリで執筆したものであり、パリでの1901年の初版出版時には、ゴーギャンはマルキーズにいたことになる。

## おもなビブリオグラフィ

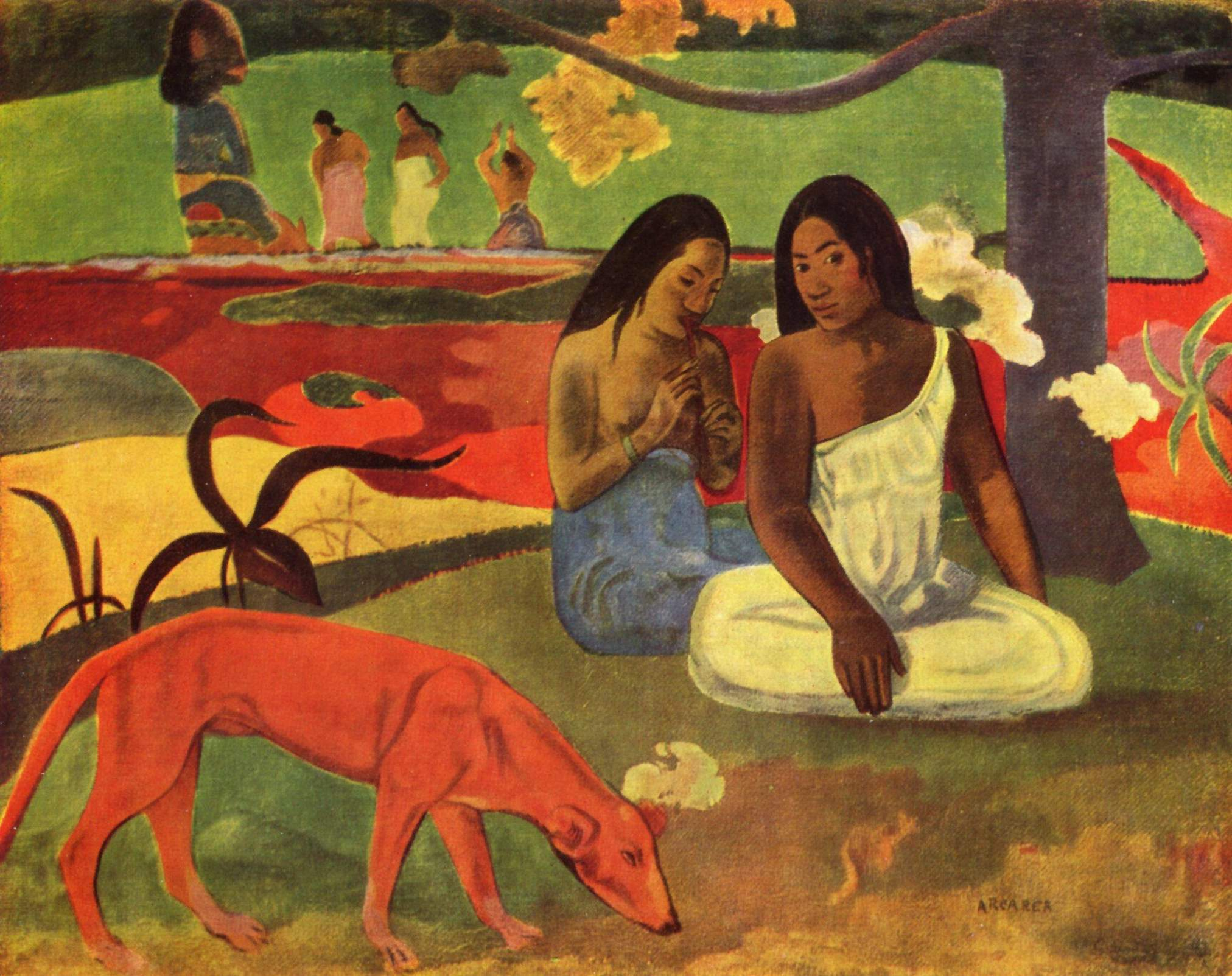
ゴーギャンのノアノア （イメージ）

- Paul Gauguin, with Charles Morice Noa Noa: The Tahiti Journal of Paul Gauguin, 1901年
- Noa Noa （1893年 - 1894年） - 仏語
  - 1901年初版、 シャルル・モリス（Charles Morice）編[2]
  - 1988年版、ピエール・プチ（Pierre Petit）編 ISBN 2876970309
  - 1998年版、ジェローム・ヴラン（Jérôme Vrain）編 ISBN 2842053656
  - 2001年版、ジル・アルチュール（Gilles Artur）、ジャン＝ピエール・フルカード（Jean-Pierre Fourcade）、ジャン＝ピエール・ザング（ Jean-Pierre Zingg共編 ISBN 2907716182
- ポール・ゴーガン『ノア・ノア - タヒチ紀行』（1901年）、岩波文庫、前川堅市訳、1960年 ISBN 4003254910
- ポール・ゴーギャン『ノアノア』（1901年）、ちくま学芸文庫、岩切正一郎訳、1999年 ISBN 448008519X